# Microdalyellia rossi
Microdalyellia rossi är en plattmaskart som först beskrevs av Graff 1911.  Microdalyellia rossi ingår i släktet Microdalyellia, och familjen Dalyelliidae. Arten är reproducerande i Sverige.